# Wellington Silva (Fußballspieler, 1993)
Wellington Alves da Silva (* 6. Januar 1993 in Rio de Janeiro) ist ein brasilianischer Fußballspieler.

## Karriere

### Verein
Wellington Silva spielte bis 2004 beim brasilianischen Verein Portuguesa aus Rio de Janeiro. 2004 wechselte er zu Fluminense und blieb dort bis 2010 in der Jugendabteilung, bis er in die Profimannschaft hochgezogen wurde. Nachdem der FC Arsenal den damals 16-jährigen bei der U-17-Fußball-Südamerikameisterschaft 2009 beobachtete, nahmen die Londoner ihn am 1. Januar 2010 für eine Ablösesumme 3,5 Millionen Pfund Sterling unter Vertrag, allerdings durfte Wellington Silva erst mit 18 Jahren kontinental wechseln. Sein Profidebüt für Fluminense bestritt er am 9. Mai bei der 0:1-Niederlage gegen Ceará SC, als er in der 80. Minute für Júlio César eingewechselt wurde. Einen zweiten Einsatz hatte er eine Woche später beim 1:0-Heimsieg über Atlético Goianiense, bei dem er in der 87. Minute ins Spiel kam. Am 19. August 2010 absolvierte er sein erstes inoffizielles Spiel in der Reservemannschaft gegen die Reserve von Manchester United, wo ihm sogar in der 51. Minute der 2:1-Siegtreffer gelang. Auch schon für die Profis war er in einem Freundschaftsspiel gegen Dagenham & Redbridge im Einsatz, wo er 70 Minuten spielte, zwei Tore erzielte und ein drittes vorlegte.
Am 10. Dezember 2010 gab der FC Arsenal bekannt, dass Silva im Januar 2011 erstmal an einen europäischen Verein ausgeliehen würde, da er bis Januar in England keine Arbeitserlaubnis bekommt. Am 12. Januar 2011 wurde er bis zum Saisonende an den spanischen Klub UD Levante verliehen. Sein Debüt gab er am 29. Januar gegen den FC Getafe, als er in der 88. Minute für Valmiro Lopes Rocha eingewechselt wurde. Trotz seines großen Talentes zeigte er in den vier Monaten bei Levante eine unprofessionelle Einstellung, er esse Pizza und verbringe Stunden am Computer beim sozialen Netzwerk Twitter anstatt ins Fitnessstudio zu gehen. Dies wäre in der spanischen Liga nicht üblich. Nach zwei Ligaspielen kehrte er am Ende der Saison nach London zurück.
Doch am 10. Juli wurde Wellington Silva nochmals an Levante verliehen, doch im Dezember 2011 kehrte er ohne einen einzigen Ligaeinsatz zurück. Am 10. Januar 2012 wurde an den spanischen Zweitligisten CD Alcoyano ausgeliehen. Schon in seinem Debütspiel erzielte er nach seiner Einwechslung kurz vor Spielende den wichtigen 2:2-Ausgleichstreffer gegen UD Almería. Am Ende der Saison konnte er 16 Ligaspiele und zwei Treffer vorweisen.
Am 15. August 2012 wurde er für eine Saison an SD Ponferradina ausgeliehen. Obwohl er kein einziges Spiel von Beginn an absolvierte, bestritt er immerhin 20 Ligaspiele, in denen er drei Tore erzielte.
Die Saison 2013/14 spielte Wellington auf Leihbasis bei Real Murcia. Zur Saison 2014/15 wurde er für ein Jahr an UD Almería ausgeliehen. Im April 2015 wurde ihm ein spanischer Pass ausgestellt, womit er ab sofort in Großbritannien arbeiten durfte und somit für Arsenal spielberechtigt war.
Im August 2015 folgte daraufhin eine einjährige Leihe zu Bolton Wanderers in die EFL Championship. Sein Debüt für den Klub gab Silva am 22. August beim Heimspiel gegen Nottingham Forest, was 1:1 unentschieden endete. Am 20. Oktober zog er sich eine Oberschenkelverletzung zu, weshalb er rund zwei Monate ausfiel. Für Bolton bestritt er insgesamt 22 Ligaspiele und erzielte dabei 2 Tore und 4 Torvorlagen.
Nach der Rückkehr zu Arsenal zum Ende der Saison 2016/17 wechselte er direkt im Anschluss für eine Ablösesumme von 3 Millionen Euro zu Fluminense nach Brasilien, ohne je ein Profispiel für Arsenal gemacht zu haben. Kurz nach dem Transfer zog Arsenal eine beim Wechsel vereinbarte Rückkaufklausel für 1,5 Millionen Euro, da Girondins Bordeaux Interesse an dem Spieler bekundet hatte und diesen ebenfalls für 3 Millionen Euro verpflichten wollte. Der Transfer scheiterte allerdings am Medizincheck, weshalb Silva zu Fluminense zurückkehrte. Dort war er mit Unterbrechung einer zweijährigen Leihe zu Internacional Porto Alegre bis 2021 aktiv.
Ende März 2021 ging er ablösefrei nach Asien. Hier unterschrieb er in Japan einen Vertrag bei Gamba Osaka. Der Verein aus Suita spielte in der höchsten japanischen Liga, der J1 League. Nach 33 Erstligaspielen wurde sein Vertrag nach der Saison 2022 nicht verlängert.

### Nationalmannschaft
Silva spielte für die brasilianische U-17-Nationalmannschaft und absolvierte zwei Länderspiele bei der U-17-Fußball-Weltmeisterschaft 2009 gegen Mexiko und Japan.

## Erfolge
Fluminense
- Taça Rio: 2020